# Георге Маноліу
Георге Маноліу (рум. Gheorghe Manoliu; 21 травня 1888, П'ятра-Нямц — 28 серпня 1980, Бухарест) — румунський військовий діяч, дивізійний генерал. Кавалер Лицарського хреста Залізного хреста.

## Біографія
Учасник Першої світової війни. З 10 січня 1940 по 20 березня 1943 року — командир 4-ї гірської бригади (з 15 березня 1942 року — дивізія), яка під його керівництвом відзначилась у боях під Балаклавою, де взяла в полон близько 10 000 солдатів (серед них — значна частина бійців 109-ї стрілецької дивізії). Учасник блокади і взяття Севастополя. В 1943—1945 роках — командувач 4-ї корпусної області. В 1949 році звинувачений у військових злочинах і засуджений до тривалого тюремного ув'язнення. В 1954 році вирок переглянули і Маноліу виправдали та звільнили.

## Нагороди
- Орден Святого Станіслава 3-го ступеня (Російська імперія)
- Пам'ятний хрест про війну 1916—1918
- Почесний знак за 25 років служби (1933)
- Пам'ятна медаль «Пелеш» (1933)
- Командор ордена Корони Румунії (9 травня 1941)
- Орден Михая Хороброго 3-го класу (17 жовтня 1941)
- Залізний хрест 2-го і 1-го класу
- Лицарський хрест Залізного хреста (30 серпня 1942)
- Офіцер ордена Зірки Румунії (1943)
- Орден «23 серпня» 3-го класу (1964)
- Орден «Захист вітчизни»
- Орден «Культурна заслуга» 2-го класу